# Портървил (Калифорния)
Портървил (на английски: Porterville) е град в окръг Тулери в щата Калифорния, САЩ. Портървил е с население от 39 615 жители и обща площ от 36,40 км² (14,10 мили²). Портървил е третият по големина град в метрополния регион на Вайселия след градовете Вайселия и Тулери. В Портървил е създадена най-старата гимназиална група в щата Калифорния.